# 中村聡 (ゲームデザイナー)
中村 聡（なかむら さとし）は日本のマジック:ザ・ギャザリングプレイヤー、トレーディングカードゲームデザイナー。

## 経歴
マジック:ザ・ギャザリング（以下マジック）が日本に上陸して間もない頃からのプレイヤーであり、塚本俊樹、石田格などと共に日本マジック界の黎明期を支え、「業師」「ハットマン」「NAC」などの二つ名で知られる名プレイヤーだった。漫画「デュエル・マスターズ」においても彼をモデルにした人物が登場している。
マジックのプロプレイヤーとして活動する傍ら、2001年にカードゲームのシステムデザインの事務所「遊宝洞」を設立。2000年代中頃からはマジックのプロプレイヤーとしては一線を退き、ゲームデザイナーとしてディメンション・ゼロやヴァイスシュヴァルツ、カードファイト!! ヴァンガード、Reバース for youなどトレーディングカードゲームの開発に携わっている。

## 著作
- 中村聡のマジック：ザ・ギャザリング五輪の書（2001年、ISBN 978-4-8942-5247-9）